# Wes Beekhuizen
Wessel (Wes) Beekhuizen (Renkum, 8 april 1903 – aldaar, 31 augustus 1978) was een schrijver van boeken over de lokale Renkumse geschiedenis.
In Renkum is de Wes Beekhuizerweg naar hem vernoemd. 
Voor zijn verdiensten voor het dorp ontving hij in 1974 de onderscheiding Gouden Stuiver.